# Mike Mosiello
Michele Alphonso "Mike" Mosiello, född 2 december 1896 i Frasso Telesino i Italien, död 3 juni 1953 i Asbury Park i New Jersey, var en italienskfödd amerikansk jazztrumpetare. 

## Liv och karriär
Mosiello kom från en musikalisk familj. Hans far Tobia Mosiello spelade klarinett och hans gudfar var trumpetare och orkesterledare. Familjen emigrerade till USA när Mike bara var två år och bosatte sig i New York. Här började Mosiello spela trumpet i sexårsåldern.
Under första världskriget tog Mosiello värvning som militärmusiker i amerikanska marinkåren och stationerades i Europa. Återkommen till New York efter krigsslutet tog han sedan på allvar upp en yrkeskarriär som musiker.
Mosiello spelade med ett flertal berömda dansorkestrar såsom Vincent Lopez, men var framför allt en av 1920-talets flitigast anlitade musiker på skiva och medverkade i studioorkestrar hos de flesta av tidens skivbolag. Bland orkesterledare som anlitade Mosiello märks Sam Lanin, Ben Selvin, Joe Candullo, Bob Haring, Fred Hall och Adrian Schubert.
Sina kanske mest betydande insatser gjorde dock Mosiello dels för Victor vars studiokapellmästare Nat Shilkret flitigt utnyttjade honom både som drivande leadtrumpetare och "hot" jazzsolist, dels för det obskyra lågprisbolaget Grey Gull där han bland annat tycks ha givits stor frihet att spela in en rad egna kompositioner (se nedan) i sällskap med en liten grupp väl samspelta medmusiker. Till de senare hörde multiinstrumentalisten Andy Sannella, dragspelaren Charles Magnante och violinisten Al Duffy.
Från 1930-talet var Mosiello främst verksam inom radio samt i teaterorkestrar. Under 1940-talet turnerade han bland annat med Victor Borge men hade också en egen orkester som spelade på klubben "Top Hat" i New Jersey. Även om hans mest produktiva tid som skivartist då var förbi visar en annons i tidningen Billboard 1946 att Mosiello vid denna tid spelade in minst en skiva för skivbolaget Standard. En av titlarna var Trumpetiana, en egenhändig komposition för vilken Mosiello erhållit copyright 1944.
Mosiello var sedan 1922 gift med Antoinette Greco, vilken han tillägnade kompositionen Antoinette, I Love You (utgiven på Madison 50023). Paret fick en son och en dotter. 
Mike Mosiello avled 56 år gammal av cancer i bukspottkörteln.

## Kompositioner

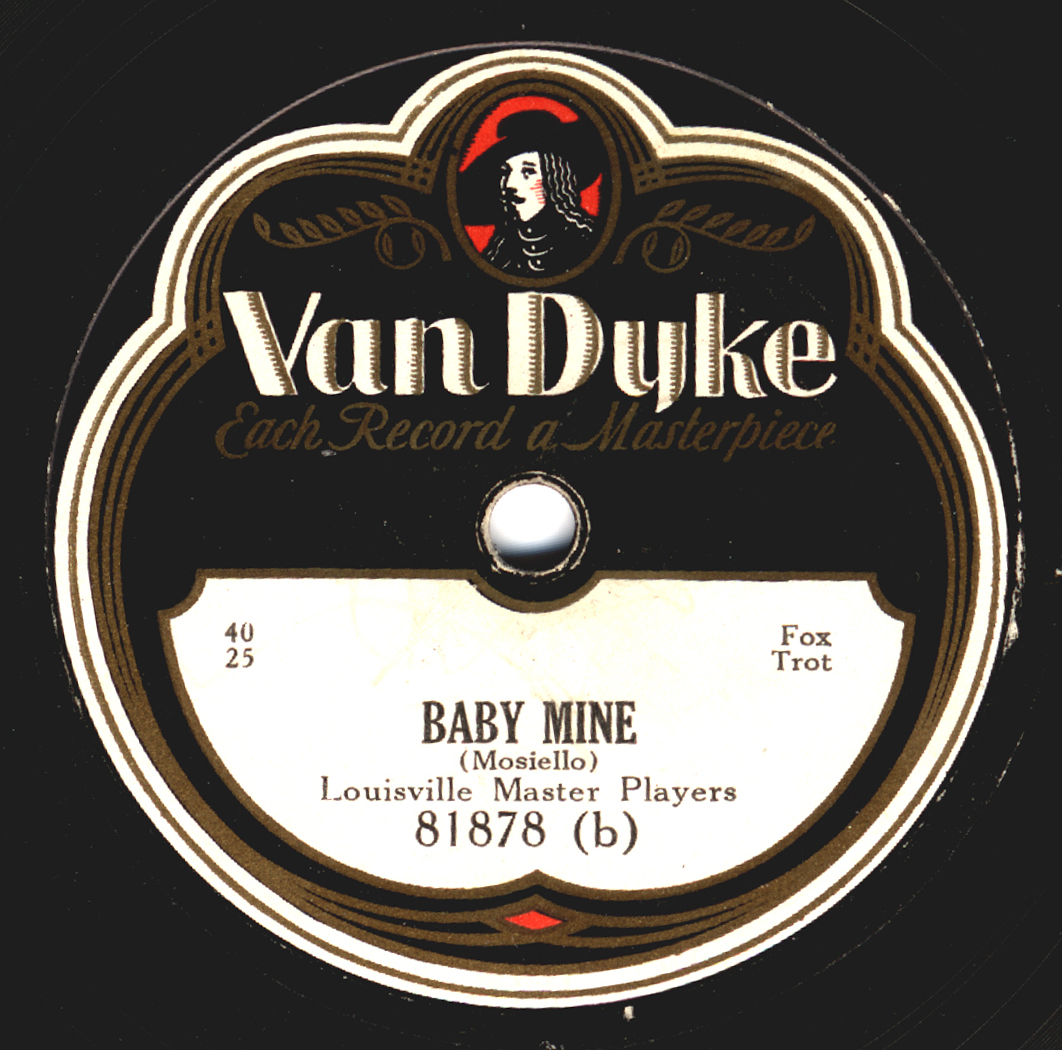
Inspelning av Mike Mosiellos komposition "Baby Mine", utgiven på Grey Gulls underetikett Van Dyke.

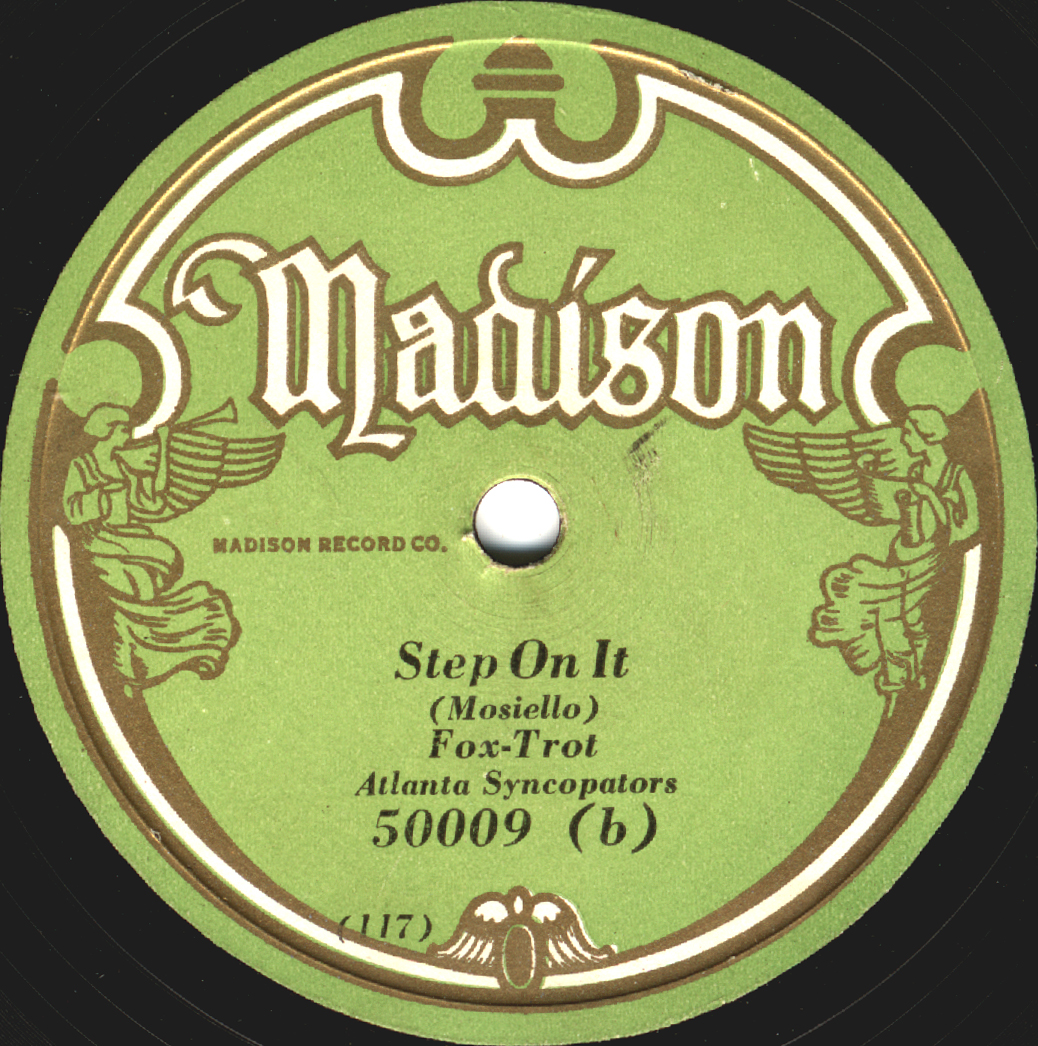
Inspelning av Mike Mosiellos komposition "Step On It", utgiven på Grey Gulls underetikett Madison.

1922 lät Mosiello tillsammans med George Weinberg publicera sången Peanuts! 5 A Bag. Bortsett från detta och den sena Trumpetiana (se ovan) verkar dock ytterst få av Mosiellos många kompositioner ha blivit formellt förlagda. Detta gäller inte minst de många melodier han komponerade för Grey Gull, och dessa kan därför endast identifieras utifrån själva skivutgåvorna. Nedan följer en lista över på detta sätt konstaterade Mosiello-kompositioner med uppgift om kända utgåvor:
- Adeline (Grey Gull 1821, Van Dyke 81821)
- Antoinette I Love You (Madison 50023)
- Baby Mine (Grey Gull 1878, Van Dyke 81878)
- Blue Ridge Blues (Grey Gull 1819, Supreme 1819, Van Dyke 81819)
- Blue Waters (Grey Gull 1845, Van Dyke 81845, Madison 5087)
- Come Again (Grey Gull 1780, Van Dyke 71780; även utgiven som Darlingest)
- Carolina (Madison 6024; ev även utgiven som Virginia på Madison 6009)
- Crying For You (Grey Gull 1876)
- Dream Boy (Grey Gull 1847)
- Dreaming Of You (Grey Gull 1785, Van Dyke 71785)
- Hittin' Em Low (Grey Gull 1891)
- Italian Waters (Grey Gull 1750, Van Dyke 71750)
- Just Blues (Grey Gull 1739, Supreme 1739, Radiex 909, Van Dyke 71739, Madison 1649)
- Just Once More (Grey Gull 1783, Van Dyke 71783)
- Just You Honey (Grey Gull 1798; även utgiven som That Wicked Stomp på Grey Gull 1888 och Waiting For You på Grey Gull 1890!)
- Linda (Grey Gull 1888)
- Lonesome Me (Madison 5069)
- Love Me Dear (Grey Gull 1877)
- Necking Nellie Home (Madison 50009)
- Step On It (Madison 50009)
- Stomp Along (Grey Gull 1749, Phonycord 563; även utgiven som Follow Thru'  och Black Stomp)
- Sweetheart It's You (Van Dyke 81891; även utgiven som Emilia på Grey Gull 1752, Radiex 1752 och Van Dyke 71752)
- Sweet Henry (Grey Gull 1822)
- Two Red Lips (Van Dyke 914, Madison 5063; även utgiven som I Found My Sunshine Under An Umbrella på Madison 50011)
- Wow Wow Blues (Grey Gull 1751, Van Dyke 901, 5001 & 71751, Madison 5001, 50001 & 1935, Goodson 156; på vissa utgåvor kallad Ja Da Blues och Wa Da Ja Da Blues)
- You Ought To See Her Now (Grey Gull 1779, Van Dyke 71779)

Ett urval av dessa kompositioner finns på CD:n Grey Gull Rarities från bolaget Jazz Oracle. .